# 十二神将
十二神将（じゅうにしんしょう）は、仏教における天部。十二薬叉大将（じゅうにやくしゃだいしょう）、十二神王ともいい、薬師如来および薬師経を信仰する者を守護するとされる十二尊の仏尊である。新薬師寺にある塑像の十二神将像がよく知られる。梵語では、例えば伐折羅は、ヴァジュローマハーヤクシャセーナパティであり、訳すと「ヴァジュラ（という神格の）偉大なヤクシャの軍の主」、すなわち大夜叉将軍＝神将と意訳される。元々は夜叉であったが、仏と仏法の真理に降伏し善神となって仏と信者を守護する。

## 概要
十二神将は、薬師如来の十二の大願に応じて、それぞれが昼夜の十二の時、十二の月、または十二の方角を守るという。そのため中国や日本では十二支が配当された。また、十二神将にはそれぞれ本地（化身前の本来の姿）の如来・菩薩・明王がある。
各神将がそれぞれ7千、総計8万4千の眷属夜叉を率い、それは人間の持つ煩悩の数に対応しているという。

## 一覧
経典によって若干用字や読みが異なる。なお、十二支の割り当ては下に挙げたもの以外にも諸説ある。
| 漢名                               | 読み                  | 梵名              | 片仮名                    | 種子   | 本地仏/尊  | 十二支 | 十二支 | 十二支 | 十二支 |
| 漢名                               | 読み                  | 梵名              | 片仮名                    | 種子   | 本地仏/尊  | 例1    | 例2    | 例3    | 例4    |
| ---------------------------------- | --------------------- | ----------------- | ------------------------- | ------ | ---------- | ------ | ------ | ------ | ------ |
| 宮毘羅大将 （宮比羅）              | くびら                | Kumbhīra Kimbhīra | クンビーラ キンビーラ     | ヨー   | 弥勒菩薩   | 亥     | 子     | 丑     | 寅     |
| 跋折羅大将 （伐折羅） （金剛力士） | ばざら ばさら         | Vajra             | ヴァジュラ                | サク   | 勢至菩薩   | 戌     | 丑     | 酉     | 卯     |
| 迷企羅大将                         | めきら                | Mihira Mekhila    | ミヒラ メーキラ           | キリク | 阿弥陀如来 | 酉     | 寅     | 巳     | 辰     |
| 安底羅大将                         | あんてら あんちら     | Aṇḍira Antira     | アンディラ アンティラ     | サ     | 観音菩薩   | 申     | 卯     | 戌     | 巳     |
| 頞儞羅大将 （末儞羅）              | あにら まにら         | Anila Majira      | アニラ マジラ             | キリク | 如意輪観音 | 未     | 辰     | 未     | 午     |
| 珊底羅大将                         | さんてら さんちら     | Śaṇḍira Saṃthila  | シャンディラ サンティラ   | タラク | 虚空蔵菩薩 | 午     | 巳     | 申     | 未     |
| 因陀羅大将                         | いんだら              | Indra Indāla      | インドラ インダーラ       | カ     | 地蔵菩薩   | 巳     | 午     | 辰     | 申     |
| 波夷羅大将                         | はいら                | Pajra Pāyila      | パジュラ パーイラ         | マン   | 文殊菩薩   | 辰     | 未     | 亥     | 酉     |
| 摩虎羅大将                         | まごら まこら         | Makura Mahāla     | マクラ マハーラ           | キリク | 大威徳明王 | 卯     | 申     | 卯     | 戌     |
| 真達羅大将                         | しんだら              | Sindūra Cindāla   | シンドゥーラ チンダーラ   | アン   | 普賢菩薩   | 寅     | 酉     | 寅     | 亥     |
| 招住羅大将 （招杜羅）              | しょうずら しょうとら | Catura Caundhula  | チャトゥラ チャウンドゥラ | バン   | 大日如来   | 丑     | 戌     | 午     | 子     |
| 毘羯羅大将                         | びがら びから         | Vikarāla Vikāla   | ヴィカラーラ ヴィカーラ   | バク   | 釈迦如来   | 子     | 亥     | 子     | 丑     |

※ 例1は『仏像図彙』に拠る。
参照
- 新薬師寺 公式サイト：十二神将
- 龍光山 三高寺 正寶院 公式サイト：薬師十二神将

## 十二神将像

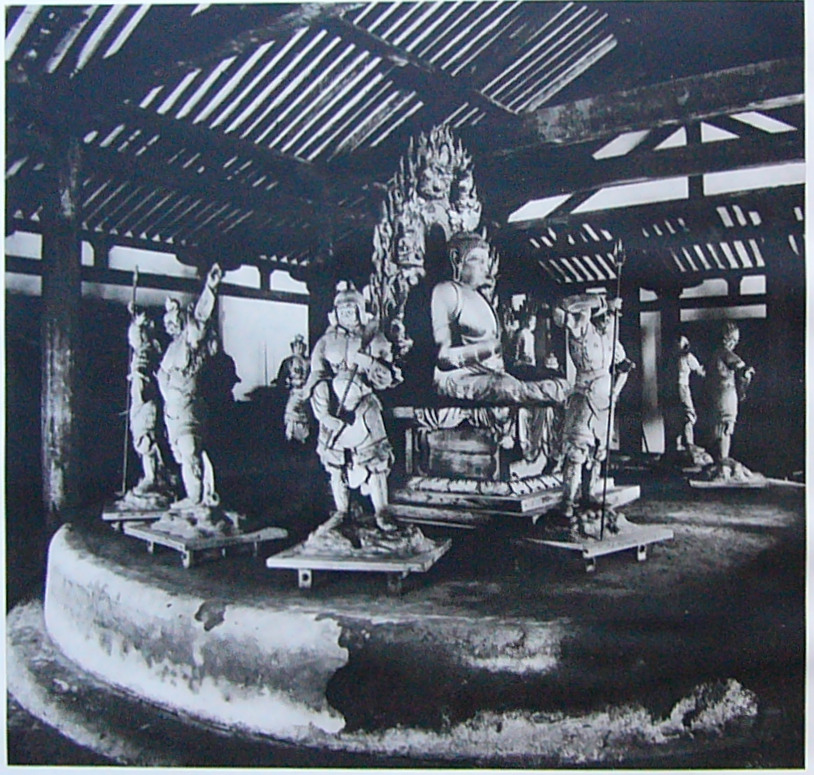
新薬師寺の十二神将像

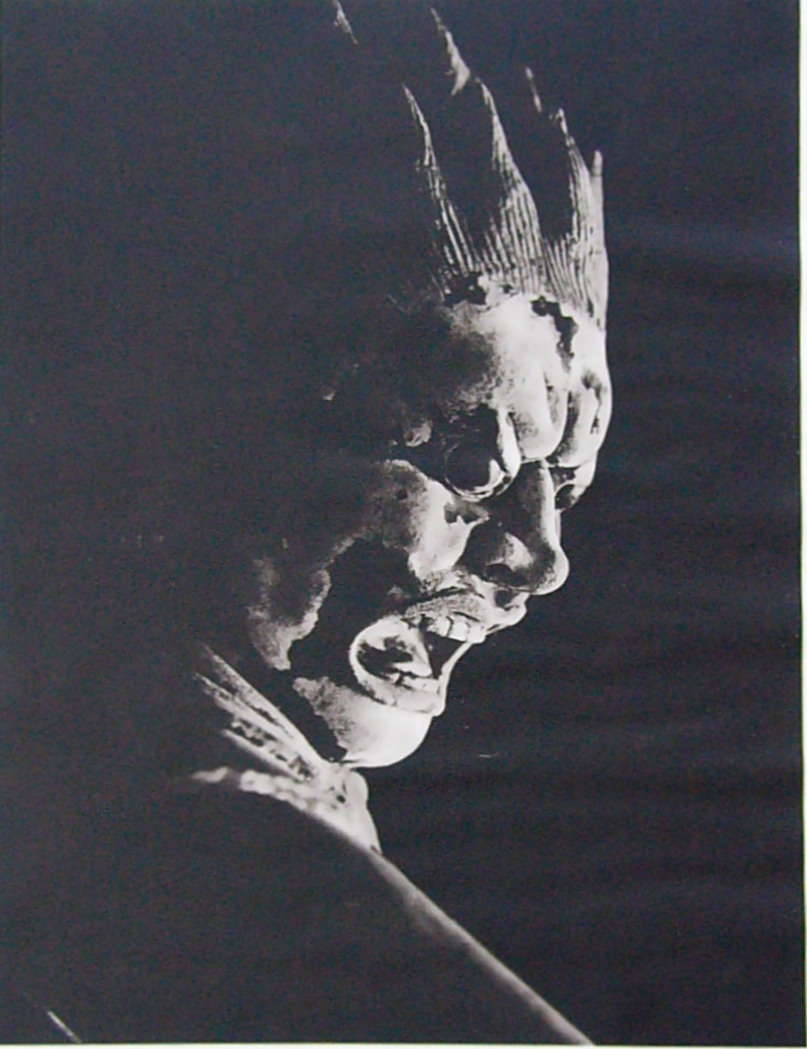
新薬師寺十二神将像（国宝）のうち（寺伝では伐折羅大将、国宝指定名称は迷企羅大将）

四天王像などと同様、甲冑を着けた武将の姿で表され、十二体それぞれの個性を表情・ポーズなどで彫り分け、群像として変化を持たせた作例が多い。十二神将像は、中国では早くから制作され、敦煌壁画にも作例がある。中国では十二支と結び付けて信仰され、その影響により日本においても特に平安期以降の作品で頭上に十二支の動物を戴くものが多い。しかし十二体の像の持物（じもつ）、ポーズ等は必ずしも一定の様式に基づくものでなく、図像的特色のみから各像を区別することはほぼ不可能である。
日本では奈良・新薬師寺の等身大の十二神将像が、奈良時代（8世紀）に作られた最古の作であるとともに造形的にも優れたものとして名高く、以降も数多く制作されている。多くの場合、薬師如来を本尊とする仏堂において、薬師如来の左右に6体ずつ、あるいは仏壇の前方に横一列に安置されるが、新薬師寺のように立像で円形の仏壇周囲をぐるりと取り囲んで配置される場合もあれば薬師如来像の光背や台座部分に十二神将を表す場合もあるなど、表現形態はさまざまである。

## 日本の主な十二神将像

### 国宝

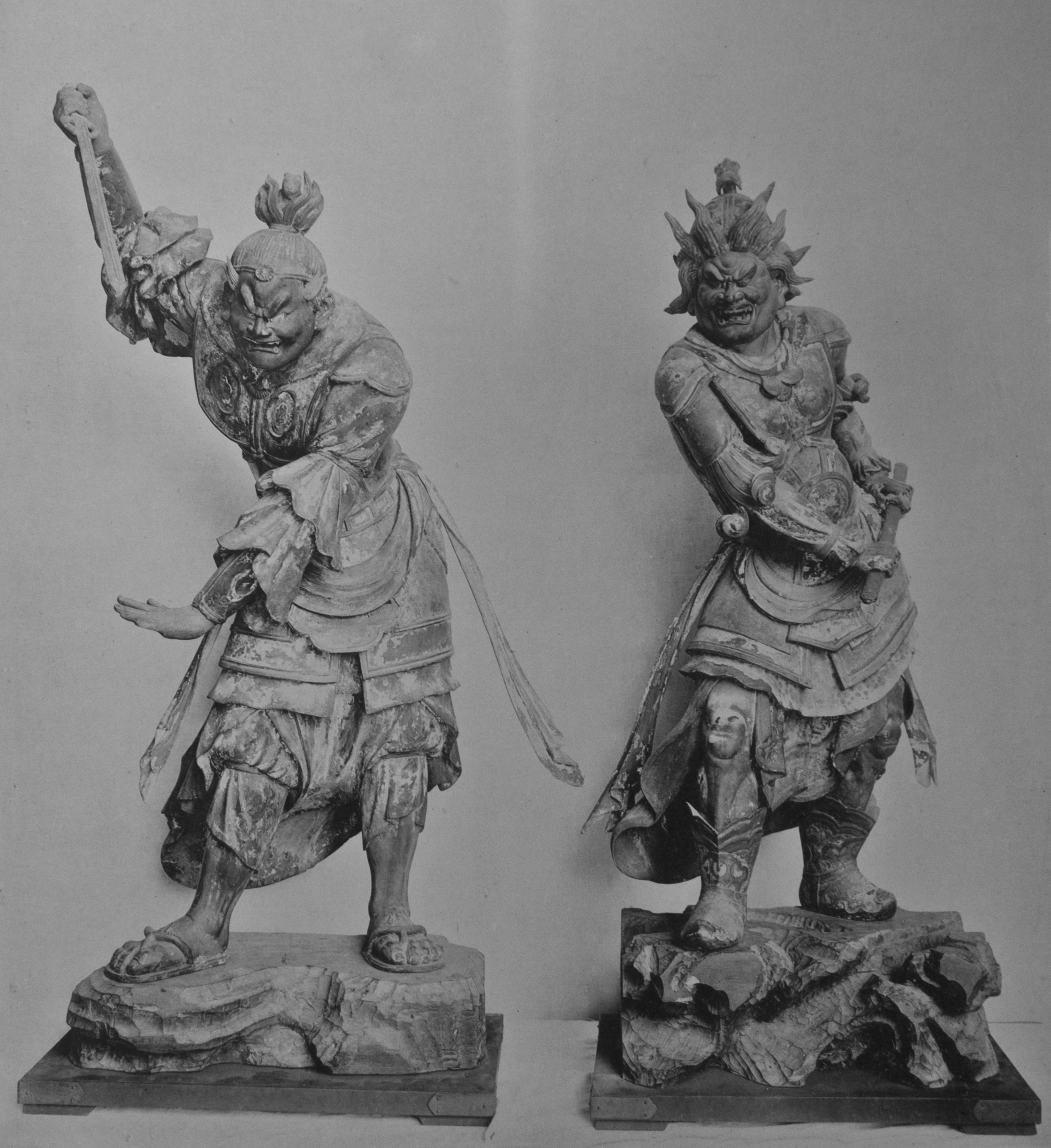
興福寺東金堂十二神将像（国宝）のうち伐折羅（左）と波夷羅

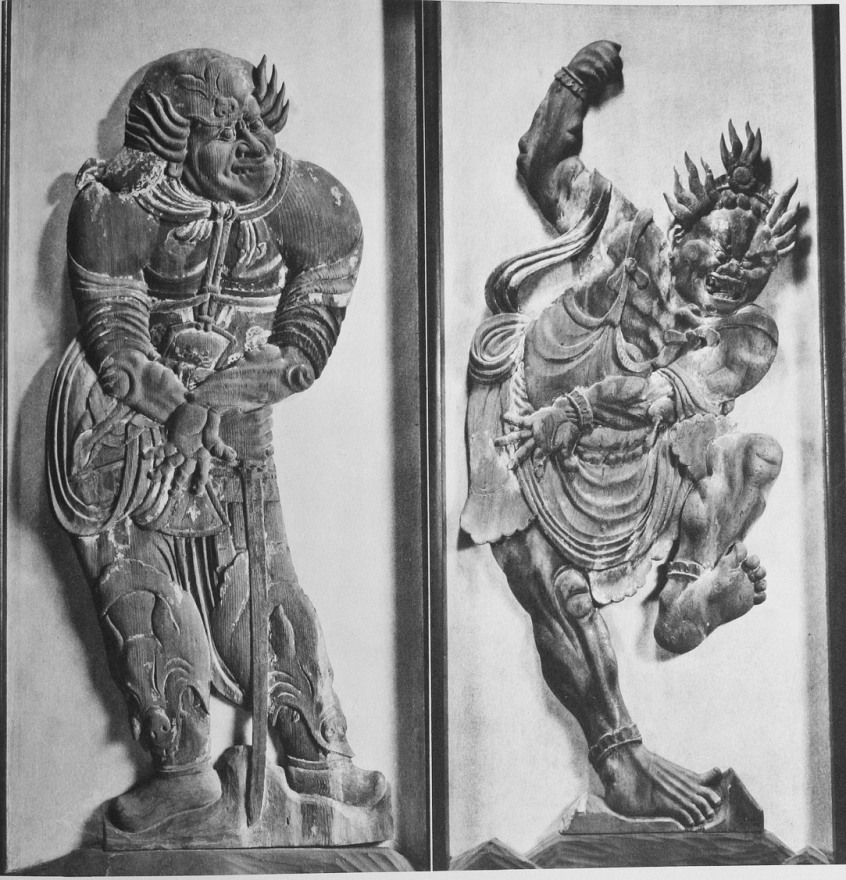
興福寺板彫十二神将像（国宝）のうち伐折羅（左）と迷企羅

- 新薬師寺像 （奈良県奈良市） - 塑造、奈良時代、12躯のうち11躯が国宝。国宝指定外の1体は昭和時代の補作（細谷而楽作）。
- 興福寺東金堂像 （奈良県奈良市） - 木造、鎌倉時代
- 興福寺像 （奈良県奈良市） - 板彫、平安時代
- 広隆寺像 （京都府京都市） - 木造、平安時代、長勢作

### 重要文化財（国指定）
※材質表記のないものは木造。
- 慈恩寺 (寒河江市)像 （山形県寒河江市） - 鎌倉時代8躯、附江戸時代4躯
- 覚園寺像（神奈川県鎌倉市） - 室町時代、朝祐作
- 日向薬師宝城坊像（神奈川県伊勢原市） - 鎌倉時代
- 大善寺像（山梨県甲州市） - 鎌倉時代
- 願興寺像（岐阜県御嵩町） - 平安時代
- 鶏足寺像 （滋賀県長浜市） - 木心乾漆造、3躯のみ現存、奈良時代末期 - 平安時代初期
- 龍王寺（雪野寺）像（滋賀県蒲生郡竜王町） - 鎌倉時代
- 東寺像 （京都府京都市） - （金堂本尊台座付属）、桃山時代
- 法界寺像 （京都府京都市） - 鎌倉時代
- 東山寺像 （兵庫県淡路市）像 - 平安時代
- 斑鳩寺像 （兵庫県揖保郡太子町） - 鎌倉時代
- 法隆寺西円堂像 （奈良県生駒郡斑鳩町） - 鎌倉･桃山時代
- 霊山寺像 （奈良県奈良市） - 鎌倉時代
- 栄山寺像（奈良県五條市） - 室町時代
- 室生寺像 （奈良県宇陀市） - 鎌倉時代
- 東大寺像 （奈良県奈良市） - 平安時代
- 浄妙寺像 （和歌山県有田市） - 鎌倉時代
- 雪蹊寺像 （高知県高知市） - 鎌倉時代、10躯のみ現存、薬師三尊像の附（つけたり）指定
- 旧東光院像（福岡市美術館蔵） - 南北朝時代
- 旧東光院像（福岡市美術館蔵） - 平安時代、9躯のみ現存
- 旧浄瑠璃寺像（静嘉堂文庫・東京国立博物館蔵）鎌倉時代、京都・浄瑠璃寺旧蔵と伝える一具で、静嘉堂文庫美術館に7躯、東京国立博物館に5躯が所蔵される。
- 曹源寺 (横須賀市)像(金沢文庫蔵)

運慶周辺の仏師の手になるかと思わりる一具で、図像的に東国の十二神将像の起点となる特徴を見ることができる。
曹源寺の十二神将立像/金沢文庫保管

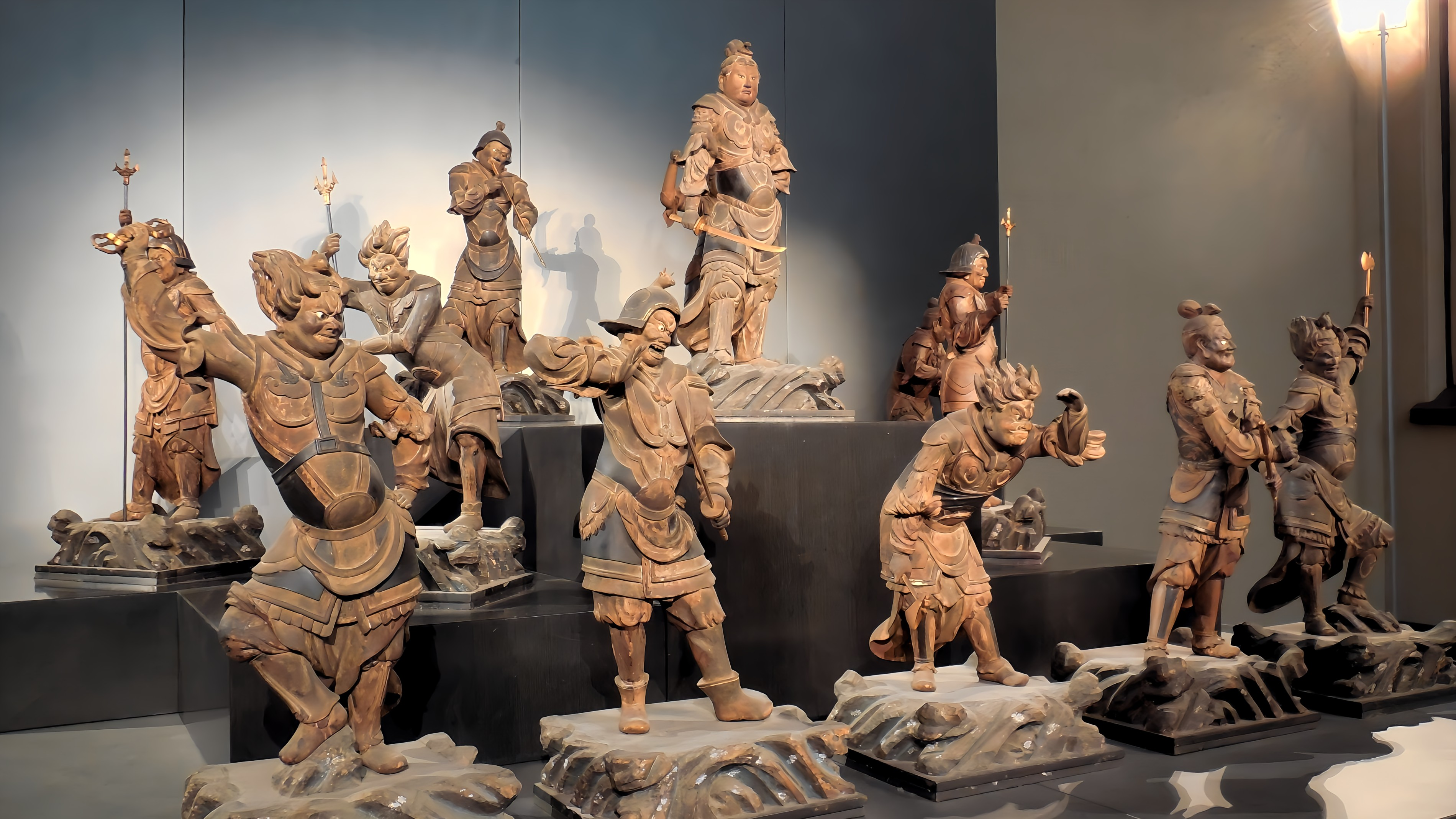
下段左から寅・丑・子・亥・午
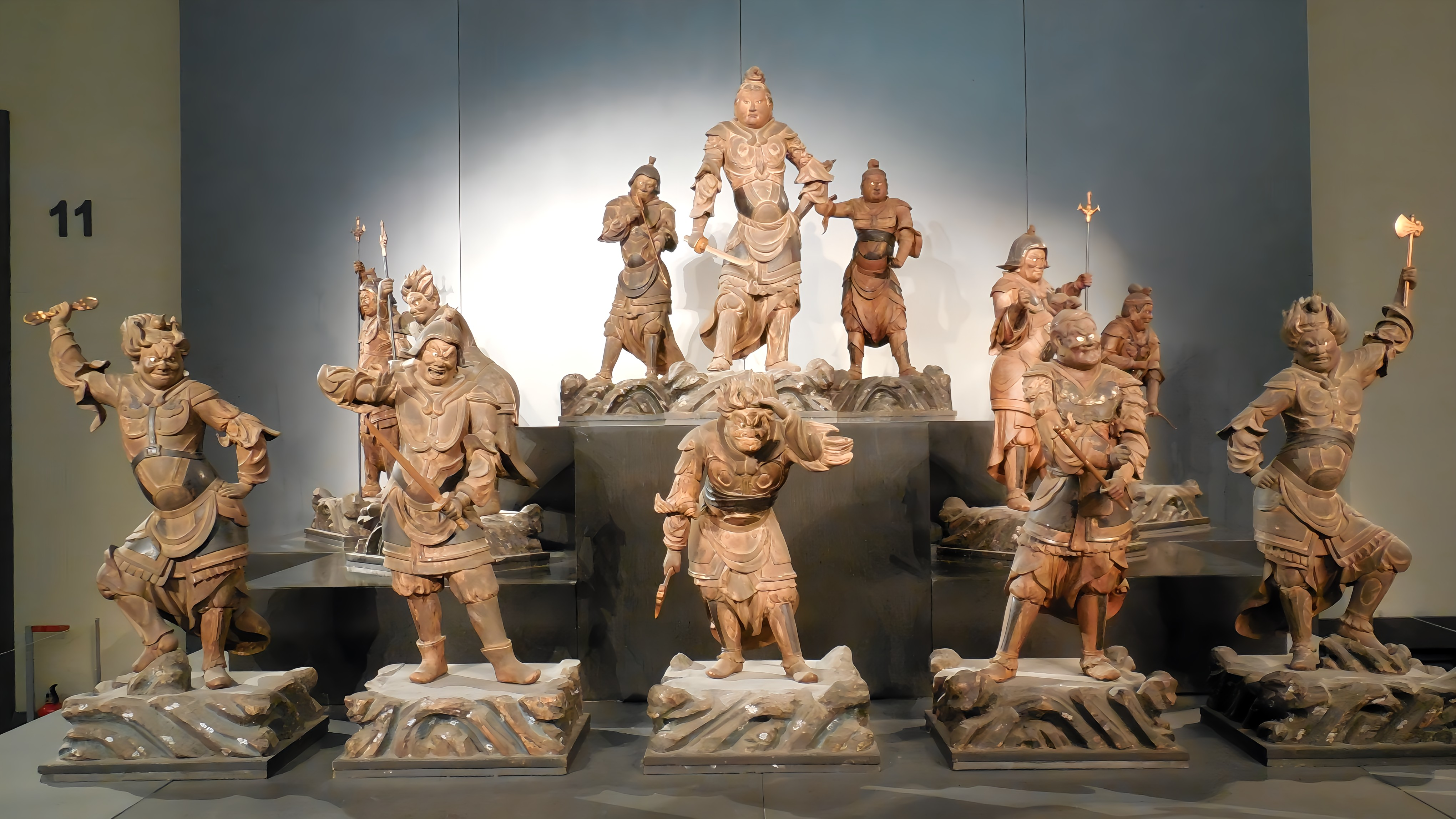
中断左から辰・卯・酉・申　上段左から未・巳・戌

## 陰陽道の十二天将
上記の仏典とは異なり、陰陽道の占術・式占の一つである六壬神課で使用する十二天将も、十二神将と呼ばれることがあるが、六壬鑰等の六壬の古典では『神』は六壬天地盤の天盤に配される十二支であり『将』は十二天将を指している。そのため六壬神課における『神将』は、天盤十二支とそれに配布された十二天将の両方を同時によぶ用語であって、十二天将を十二神将と呼ぶのは本来は正しくない。